# Maria
Maria je žensko osebno ime.

## Izvor imena
Ime Maria je različica ženskega osebnega imena Marija.

## Tujejezikovne različice imena
- pri Čehih, Francozih: Marie
- pri Švedih: Mary

## Pogostost imena
Po podatkih Statističnega urada Republike Slovenije je bilo na dan 31. decembra 2014 v Sloveniji 223 oseb z imenom Maria (vse osebe so ženskega spola), kar ime uvršča na 415. mesto med ženskimi imeni v Sloveniji.

## Osebni praznik
Osebe z imenom Maria godujejo takrat kot osebe z imenom Marija.